# Пасквіль

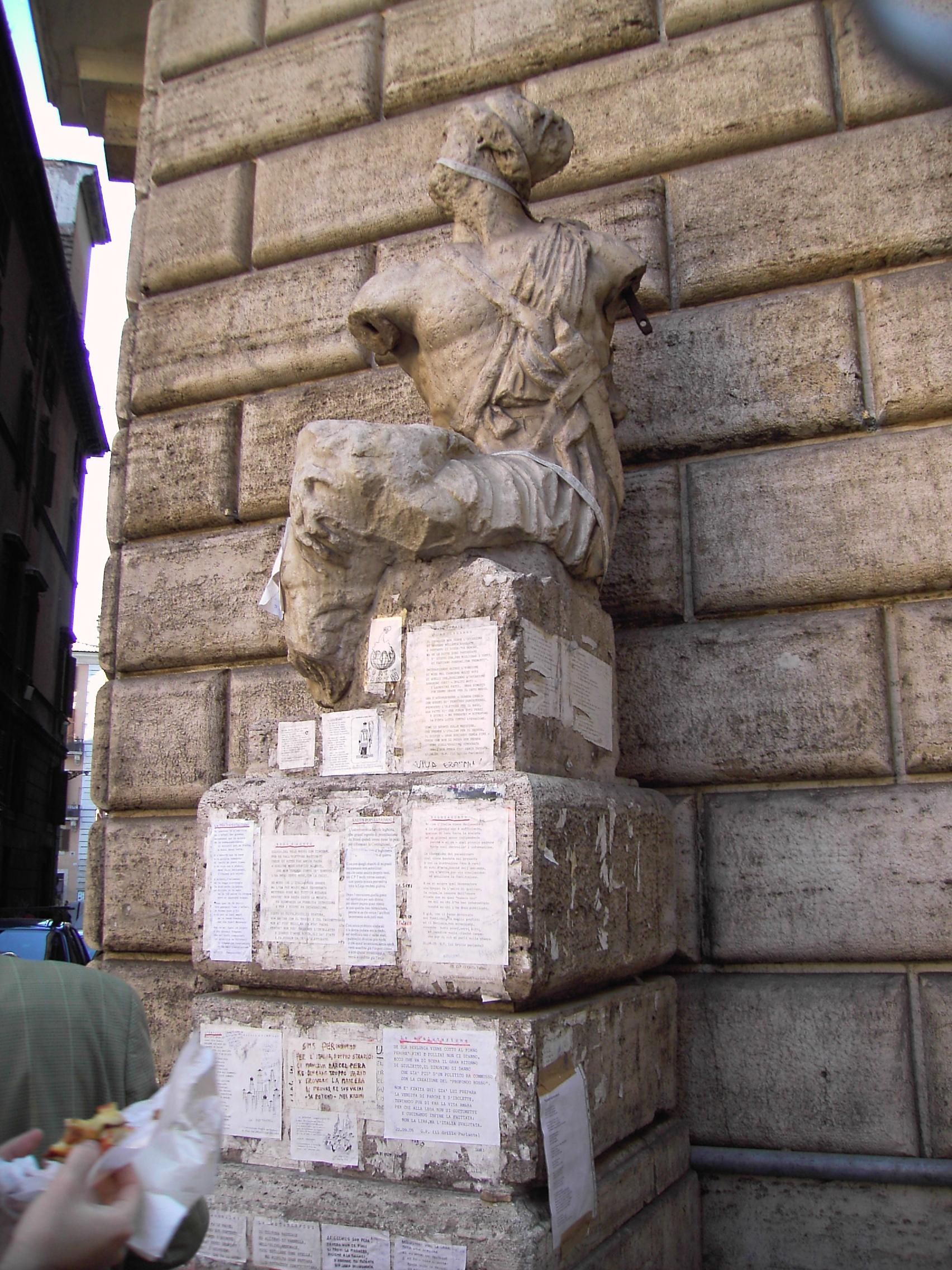
Пасквіль

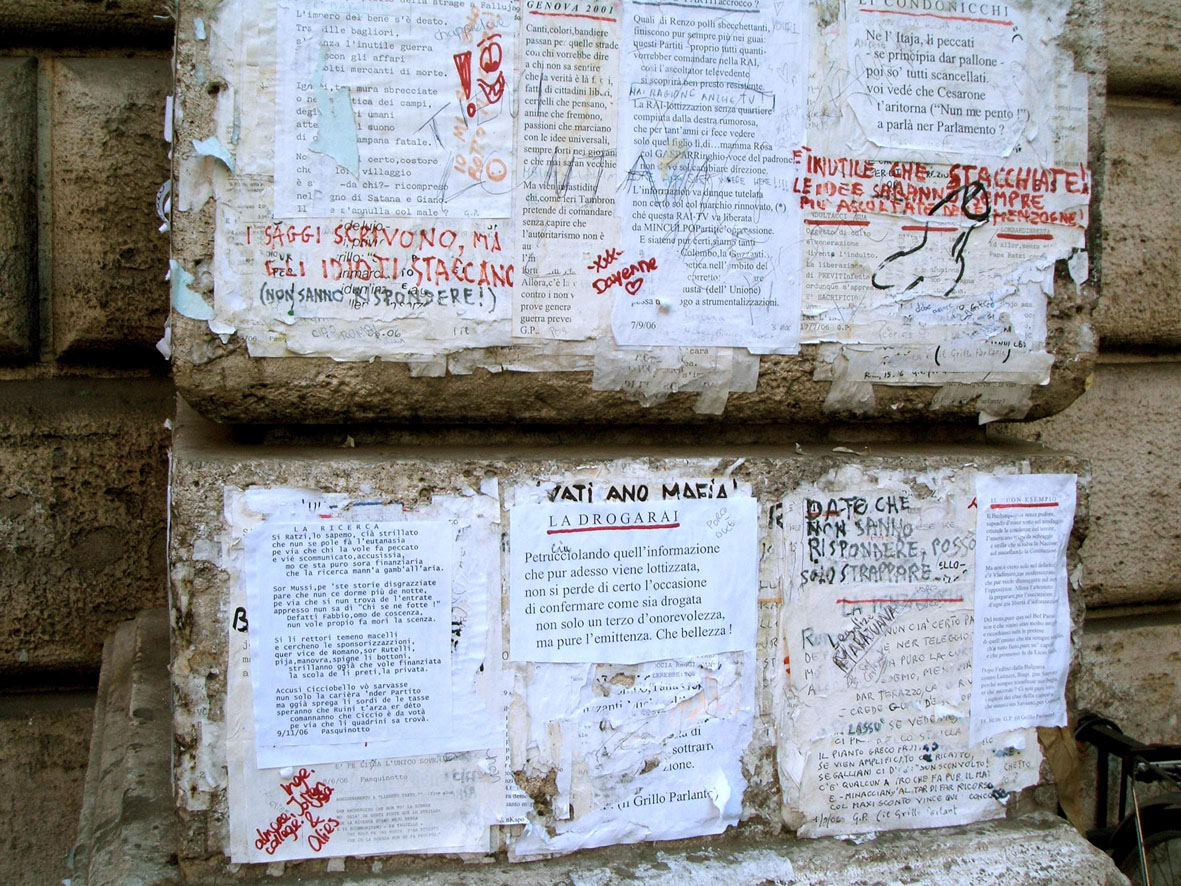
Підніжжя скульптури в наші дні

Па́сквіль — твір, що містить карикатурні спотворення, наклеп і злісні нападки, мета яких образити і скомпрометувати особу, групу, партію, громадський рух тощо.
Па́сквіль (італ. pasquillo — назва скульптурної групи у Римі недалеко від П'яцца-Навона, на якій вивішували сатиричні вірші (походить від прізвища дотепника Пасквіно, котрий жив поряд з нею) — наклепницький твір із безпідставними нападами на певну особу чи явище суспільного та національного життя.
Прикладом пасквіля на українську національну революцію може бути поема «Клич вождя» М. Бажана.

## Джерело
- Літературознавчий словник-довідник за редакцією Р. Т. Гром'яка, Ю. І. Коваліва, В. Теремка. — К.: ВЦ «Академія», 2007